# Lance King
Lance Alan King (ur. 13 sierpnia 1963 w Carson City) – amerykański żużlowiec.

## Życiorys
W latach 1974, 1975, 1977 i 1978 czterokrotnie zdobył tytuły Indywidualnego Mistrza Stanów Zjednoczonych Juniorów. W 1982 r. zajął IV m. w rozegranym w Pocking finale Indywidualnych Mistrzostw Świata Juniorów.
Trzykrotnie startował w finałach Indywidualnych Mistrzostw Świata, największy sukces odnosząc w 1984 r. w Göteborgu, gdzie zdobył brązowy medal (pozostałe wyniki w finałach: Norden 1983 – XII m., Bradford 1985 – XI m.). Był również siedmiokrotnym uczestnikiem finałów Drużynowych Mistrzostw Świata, sześciokrotnie zdobywając medale: trzy srebrne (1985, 1986, 1988) oraz trzy brązowe (1983, 1984, 1987). 
W 1984 r. zajął II m. (za Johnem Davisem) w turnieju o "Zlatą Přilbę" w Pardubicach.